# Paul Niewalda
Paul Niewalda (* 24. Juli 1928 in Buchendorf/Oberschlesien; † 9. Mai 2016) war ein deutscher Bibliothekar.

## Leben und Wirken
Paul Niewalda studierte Katholische Theologie, Philosophie, Bibelwissenschaft, Geschichte und Religionswissenschaft. Nach seinem Lizenziat (1954) promovierte er 1957 an der Universität Mainz, eine weitere Lizenziatsprüfung im Fach Bibelwissenschaft folgte 1958. Im Jahre 1965 begann er als Bibliotheksreferendar an der Universitätsbibliothek Bochum die Ausbildung für den höheren Bibliotheksdienst. Am Bibliothekar-Lehrinstitut des Landes Nordrhein-Westfalen legte er 1967 die Fachprüfung hierfür ab. Im gleichen Jahr begann er seine berufliche Tätigkeit als wissenschaftlicher Bibliothekar an der Universitätsbibliothek Regensburg. 1975 zum Bibliotheksdirektor ernannt, leitete er bis 1990 dort die Katalogabteilung und war stellvertretender Direktor der UB Regensburg. Niewalda gehört zu den Pionieren des EDV-Einsatzes in wissenschaftlichen Bibliotheken.

## Schriften
- Sakramentssymbolik im Johannesevangelium. Eine exegetisch-historische Studie. Lahn-Verlag, Limburg 1958 (Dissertation Universität Mainz).
- (mit Gertraud Preuß): Die Elektronik im Dienste der Katalogisierung der Universitätsbibliothek Regensburg. In: Zeitschrift für Bibliothekswesen und Bibliographie, Bd. 16 (1969), S. 86–118.
- Die elektronische Datenverarbeitung im Bibliothekswesen (= Bibliothekspraxis, Bd. 1) Verlag Dokumentation, München-Pullach 1971, ISBN 3-7940-4001-5 (2. Aufl. 1977).
- Automatisierung an Universitätsbibliotheken. In: Vortragsreihe über Bibliothekswissenschaft. Universität Bern 1973, S. 22–46.
- Das Bibliothekssystem der Universität Regensburg. In: Wolf Haenisch (Hrsg.): Vom Strukturwandel deutscher Hochschulbibliotheken (= Zeitschrift für Bibliothekswesen und Bibliographie, Sonderhefte, Bd. 14). Klostermann, Frankfurt/M. 1973, S. 106–130.
- (Hrsg., mit Rudolf Frankenberger): EDV in englischen und irischen Bibliotheken und Dokumentationseinrichtungen. Bericht über eine Studienreise deutscher Bibliothekare im Herbst 1971 (= Bibliothekspraxis, Bd. 9). Verlag Dokumentation, München-Pullach 1973, ISBN 3-7940-4009-0.
- Vorbereitende Überlegungen zum COM-Einsatz an der Universitätsbibliothek Regensburg. In: Neue Verfahren für die Dateneingabe und Datenausgabe in Bibliotheken. Verlag Dokumentation, München-Pullach 1973, S. 77–85, ISBN 3-7940-3213-6.
- Ausgabeprobleme bei wachsenden Datenmengen und die Zukunft der EDV-Kataloge. In: Aktuelle Probleme des EDV-Einsatzes in Erwerbung und Katalogisierung. Verlag Dokumentation, München-Pullach 1976, S. 40–55, ISBN 3-7940-3052-4.
- Deutscher Gesamtkatalog und Verbundkatalog. Zwei Projektstudien (= Bibliotheksdienst, Beiheft, H. 131). Deutscher Bibliotheksverband, Berlin 1978
- Hat der Schlagwortkatalog eine Zukunft? In: Rudolf Jung/Ludwig Sickmann (Hrsg.): Schlagwortgebung und Schlagwortkatalog (= Arbeiten aus dem Bibliothekar-Lehrinstitut des Landes Nordrhein-Westfalen, H. 48). Greven, Köln 1978, ISBN 3-7743-0548-X.
- Die Universitätsbibliothek Regensburg als regionales Bibliothekszentrum. Erfahrungen und Probleme. In: Detlef Schwarz (Red.): Bibliotheksautomatisierung -Benutzererwartungen und Serviceleistungen. Saur, München 1980, S. 82–101, ISBN 3-598-10030-2.
- Die EDV im Dienste der Universitätsbibliothek Regensburg. Rückblick und Ausblick. In: ders. (Hrsg.): Bibliothekslandschaft Bayern. Festschrift für Max Pauer zum 65. Geburtstag. Harrassowitz, Wiesbaden 1989, S. 3–26, ISBN 3-447-02899-8.